# Віллов-Каньйон
Віллов-Каньйон (англ. Willow Canyon) — переписна місцевість (CDP) в США, в окрузі Піма штату Аризона. Населення — 2 особи (2020).

## Географія
Віллов-Каньйон розташований за координатами 32°23′17″ пн. ш. 110°42′4″ зх. д. / 32.38806° пн. ш. 110.70111° зх. д. (32.388140, -110.700994).  За даними Бюро перепису населення США в 2010 році переписна місцевість мала площу 0,86 км², уся площа — суходіл.

## Демографія
Згідно з переписом 2010 року, у переписній місцевості мешкала 1 особа в 1 домогосподарстві у складі 0 родин. Густота населення становила 1 особа/км².  Було 68 помешкань (79/км²).
Расовий склад населення:
| - 100,0 % — білих |

До двох чи більше рас належало 0,0 %. Частка іспаномовних становила 0,0 % від усіх жителів.
За віковим діапазоном населення розподілялося таким чином: 0,0 % — особи молодші 18 років, 100,0 % — особи у віці 18—64 років, 0,0 % — особи у віці 65 років та старші. Медіана віку мешканця становила 58,5 року. 
Цивільне працевлаштоване населення становило 0 осіб. 